# ニューヨーク＝ニュージャージー港河口の地理

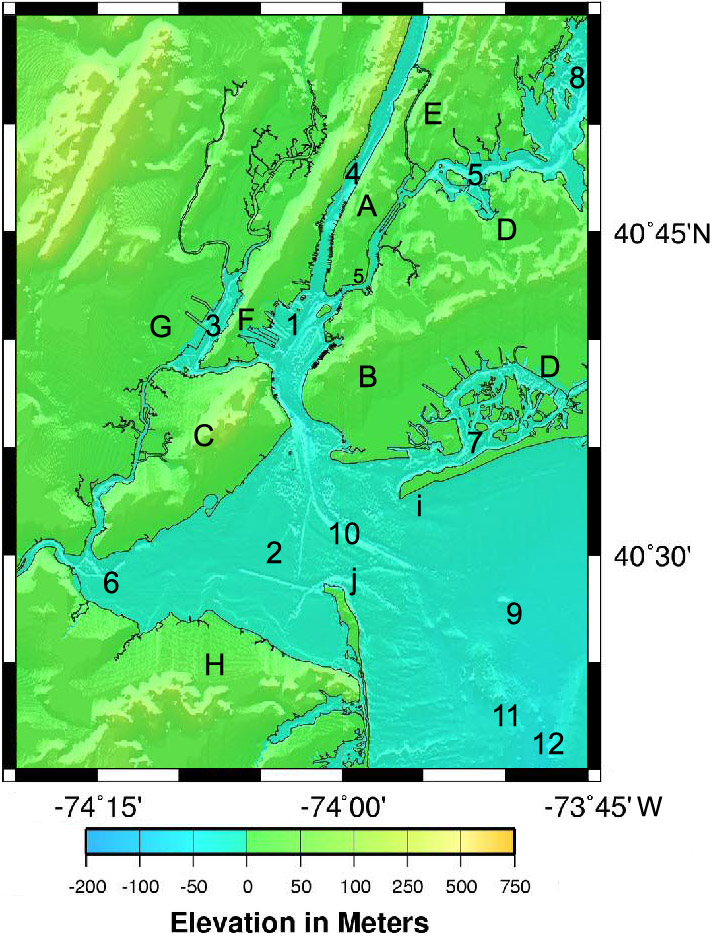
1. アッパー・ニューヨーク湾
2. ロウワー・ニューヨーク湾
3. ニューアーク湾 (en)
4. ハドソン川
5. イースト川
6. ラリタン湾 (en)
7. ジャマイカ湾 (en)
8. ロングアイランド湾
9. ニューヨーク湾入部 (en) - 北大西洋
10. アンブローズ水路 (en)
11. Sludge Dumping Site
12. ハドソン海底谷 (en)
A. マンハッタン
B. ブルックリン
C. スタテン・アイランド
D. クイーンズ
E. ブロンクス
F. ベイヨン-ジャージーシティ
G. ニューアーク
H. ラリタン湾岸 (en)
i. ロッカウェイ・ポイント (en)
j. サンディ・フック (en)

ニューヨーク州とニュージャージー州の港湾 (en) の水路系は世界でも有数の入り組んだ自然港を形成している。この港周辺の地形は多様性に富んでいるため、関連する地名も多様にある。大まかな地形はジョバンニ・ダ・ヴェラッツァーノが1524年にヨーロッパ人として初めてこの水域にたどり着いたときからほとんど変わってはいないが、手つかずの自然はもはや残されていない。ヘルゲート (en) やエリス島などのエリアはほとんどが人工的な改変が加えられている。目に見えない大きな改変としては航行用の水路は自然の17フィート (5.2 m)の深さを45フィート (14 m)に拡張し、基盤岩を爆破しなければならない箇所もあった。
この港湾は三つの主要水系が合流する地点に横たわっている。この港湾の南東はニューヨーク湾入部 (en) （大西洋）に、北東はロングアイランド湾に開いている。これらの両方は基本的に潮汐と塩水を備えた海洋の一部であるが、ロングアイランド湾は河口なので大西洋と比べて約20-30%塩分が少なく、潮汐は3時間遅く最大70%大きく変動する。ハドソン川はより淡水に近く、北からの潮の流れはないが、潮汐と汽水域はハドソン川まで広がっている。
これらの三つ（ニューヨーク湾入部・ロングアイランド湾・ハドソン川）が組み合わさって、オールバニからモントーク (en) そしてニューヨーク湾入部のハドソン海底谷 (en) の海域までの水圏に渡って、潮汐と流れの極度に複雑な水系を作り上げている。ニューヨーク港観測・予測システム (New York Harbor Observing and Prediction System, NYHOPS) はセンサー、天気予報そして環境モデルの情報を用いてこの領域の稀少・海洋状況をリアルタイムで予測している。

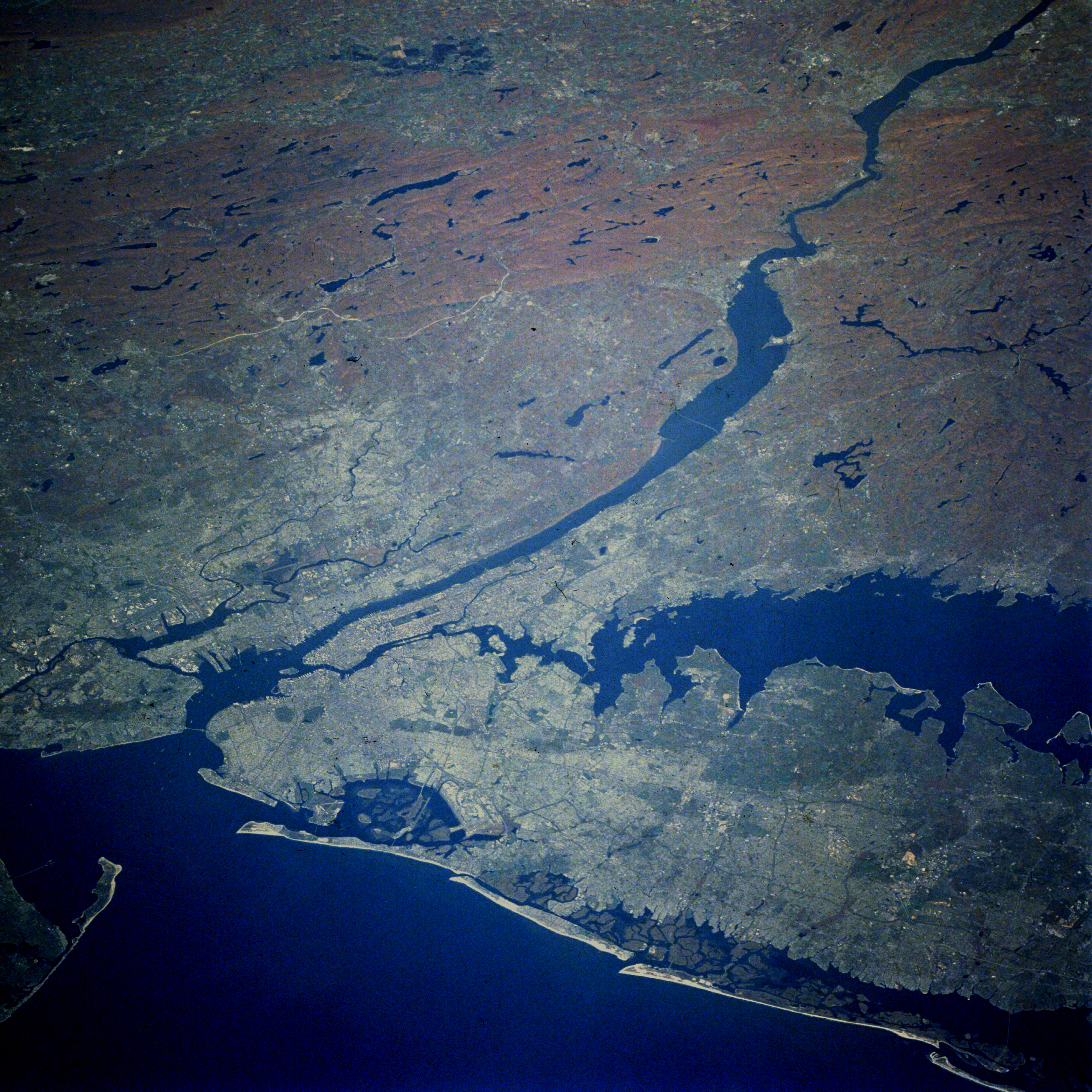

## 港湾の地物
以下にニューヨーク州とニュージャージー州の港湾 (en) の地物を天然の地物から順に記載する。この一覧ではロウワー・ニューヨーク湾からおおよそ時計回りに列挙する。法的区域によっても分類する。
公式の参考文献は、NOAA沿岸案内、NOAA海図、そしてUSGS地形図 である。多くの法的地域の区分はアメリカの法律に則っている。

## 川・水路
| 両州 - ハドソン川 最も河口側の区間はノース川 (North River) とも呼ばれる ニュージャージー州 - シュルーズベリー川 (Shrewsbury River) - ハッケンサック川 (Hackensack River) - パセーイク川 (Passaic River) - 一番川 (First River) （Mill Brookとしても知られる） - 二番川 (Second River) - 三番川 (Third River) - エリザベス川 (Elizabeth River) - ラーウェイ川 (Rahway River) - ラリタン川 (Raritan River) - オーバーペック川 (Overpeck Creek) - ベリーズ川 (Berrys Creek) - ドワーズ・キル (Dwars Kill) | ニューヨーク州 - アレイ川 (Alley Creek) - ブロンクス川 (Bronx River) - コニーアイランド川 (Coney Island Creek) - フラッシング川 (Flushing River) - フレッシュ・キルス (Fresh Kills) - ゴワナス運河 (Gowanus Canal) （以前のGowanus Creek） - フック川 (Hook Creek) - ハッチンソン川 (Hutchinson River) - ルイスター川 (Luyster Creek) - メイン川 (Main Creek) - ニュータウン川 - ダッチ・キルス (Dutch Kills) - イングリッシュ・キルス (English Kills) - マスペス川 (Maspeth Creek) - Whale Creek - リッチモンド川 (Richmond Creek) - シャーマン川 (Sherman Creek) - スミス川 (Smith Creek) - スプリングビル川 (Springville Creek) |

## 海峡
| 州間 - アーサー・キル - キル・ヴァン・クル (Kill Van Kull) - ロングアイランド湾 | ニューヨーク州 - ブロンクス・キル (Bronx Kill) - バターミルク水路 - イースト川 - グラス・ハサック水路 (Grass Hassock Channel) - ハーレム川 - ヘル・ゲート (Hell Gate) - ザ・ナローズ (The Narrows) - パンプキン・パッチ水路 (Pumpkin Patch Channel) - ロッカウェイ入り江 (Rockaway Inlet) - スパイテン・ダイヴィル川 |

## 湾・小湾・入り江
| ロウワー・ニューヨーク湾 - Leonardo Harbor - プリンス湾 (Prince's Bay) - ラリタン湾 (Raritan Bay) - グレーブゼンド湾 (Gravesend Bay) - グレート・キルス港 (Great Kills Harbor) - Rockaway Inlet - デッド・ホース湾 (Dead Horse Bay) - シープヘッド湾 (Sheepshead Bay) - ジャマイカ湾 (Jamaica Bay) - Mill Basin - パーデガット海盆 (Paerdegat basin) - Fresh Creek Basin - バーゲン海盆 (Bergen Basin) - グラッシー湾 (Grassy Bay) - ヘッド・オブ・ベイ (Head of Bay) - ハーストン海盆 (Thurston Basin) - Norton Basin | アッパー・ニューヨーク湾 - コミュニポウ (Communipaw) - ニューアーク湾 (Newark Bay) - モリス運河 (Morris Canal Basin) - Long Canal - ウィーホーケン入り江 (Weehawken Cove) - ハーシムス入り江 (Harsimus Cove) - ゴワナス湾 (Gowanus Bay) - Erie Basin - Atlantic Basin | イースト川 - ウォーラバウト湾 (Wallabout Bay) (Navy Yard Basin) - ニュータウン川 - Bushwick Inlet - Hallets Cove - ウエストチェスター川 (Westchester Creek) - バワリー湾 (Bowery Bay) - パウエル入り江 (Powell's Cove) - フラッシング湾 (Flushing Bay) - リトル湾 (Little Bay) ロングアイランド湾 - City Harbor - イーストチェスター湾 (Eastchester Bay) - ペルハム湾 (Pelham Bay) - リトル・ネック湾 (Little Neck Bay) |

## 島

### ニュージャージー州
- ロビンス礁 (Robbins Reef)
- Plum Island, Sandy Hook Bay
- エリス島[注釈 1]
- シューターズ島 (Shooters Island)
- リバティ島、ニュージャージー州に囲まれたニューヨーク州の包領

### ニューヨーク州
| ブロンクス郡 - ペラム諸島 (Pelham Islands) - ザ・ブラウジーズ (The Blauzes) - チムニー・スイープス島 (Chimney Sweeps Islands) - シティ島 (City Island) - ハート島 (Hart Island) - ハイ島 (High Island) - ハンターズ島 (Hunters Island) - ラット島 (Rat Island) - トラバース島 (Travers Island) - ツイン島 (Twin Island) - ノース・ブラザー島 (North Brother Island) - サウス・ブラザー島 (South Brother Island) - ライカーズ島 | キングス郡 - ロングアイランド ジャマイカ湾の島 - カナーシー・ポル (The Canarsie Pol) - ラッフル・バー (Ruffle Bar) ニューヨーク郡 - マンハッタン島 アッパー・ニューヨーク湾の島 - エリス島 - ガバナーズ島 - リバティ島 イースト川の島 - ミル・ロック島 - ランドールズ島 - ルーズベルト島 - ウ・タント島 - ワーズ島 | クイーンズ郡 - ロングアイランド ジャマイカ湾の島 - Rulers Bar Hassock リッチモンド郡 - スタテン・アイランド - ホフマン島 (Hoffman Island) （以前のOrchard Shoals） - メドウズ島 (Isle of Meadows) - プロールズ島 (Prall's Island) - シューターズ島 (Shooters Island) - スウィンバーン島 (Swinburne Island) ウエストチェスター郡 - ペラム諸島 (Pelham Islands) - デビッド島 (Davids' Island) - グース島 (Goose Island) |

## 陸の地物
| ニュージャージー州 - バーゲン・ネック (Bergen Neck) - パウルス・フック (Paulus Hook) - ニュー・バルバドス・ネック (New Barbadoes Neck) - サンディ・フック (Sandy Hook) - バーゲン・ポイント (Bergen Point) - コンスタブル・フック (Constable Hook) - サウス・カーニー (Kearny Point) - ドロワイエズ・ポイント (Droyer's Point) | ニューヨーク州 - コニーアイランド（以前は島であった） - Fort Washington Point - レッド・フック (Red Hook) - ロッカウェイ・ポイント (Rockaway Point) - ロッドマンズ・ネック (Rodman's Neck) - スロッグス・ネック (Throgs Neck) - ワーズ・ポイント (Wards Point) - ウィレッツ・ポイント (Willets Point) |

## 堆・浅瀬・岩棚・岩礁
| ロウワー・ニューヨーク湾 - East Bank - False Hook - Flynns Knoll - Old Orchard Shoal - Romer Shoal - West Bank | アッパー・ニューヨーク湾 - Bay Ridge Flats - Jersey Flats - Gowanus Flats - Dimond Reef | イースト川 - Ways Reef - Rhinelander Reef - ミル・ロック - Holmes Rock - Hog Back - Lawrence Point Ledge - South Brother Ledge - College Point Reef |

## 航行水路
| ロウワー・ニューヨーク湾 - アンブローズ水路 (Ambrose Channel) - Swash Channel - Sandy Hook Channel - Terminal Channel - Atlantic Highland Anchorage - Chapel Hill South Channel - Coney Island Channel - Rockaway Inlet - Gravesend Bay Anchorage - Raritan Bay East Reach ラリタン湾 - Raritan Bay West Reach - Seguine Point Bend - Red Bank Reach - Ward Point Bend (East & West) - Raritan River Cutoff - Perth Amboy Anchorage - South Amboy Reach - Ward Point Secondary Channel - Great Beds Reach ジャマイカ湾 - Runway Channel - Island Channel - Beach Channel | アーサー・キル - Outerbridge Reach - Port Socony Reach - Port Reading Reach - Fresh Kills Reach - Tremley Point Reach - Pralls Island Reach - Gulfport Reach - Elizabeth Port Reach - South of Shooters Island Reach ニューアーク湾 - North of Shooters Island Reach - Newark Bay South Reach - Newark Bay Middle Reach - Newark Bay North Reach - Port Newark Branch Channel - Port Newark Pierhead Channel - Elizabeth Channel - South Elizabeth Channel | キル・ヴァン・クル - Bergen East Point Reach - Bergen West Point Reach - Constable Hook Reach アッパー・ニューヨーク湾 - Pierhead Channel - アンブローズ水路 (Ambrose Channel) - Red Hook Channel - Red Hook Flats Anchorage - Bayridge Channel - Greenville Channel - Claremont Terminal Channel - バターミルク水路 ハドソン川 - Weehawken Edgewater Channel イースト川 - East Channel - West Channel - South Brother Channel |

## 港湾施設
ニューヨーク・ニュージャージー港湾公社の責務の一つはニューヨーク＝ニュージャージーエリアの懲役を促進することである。ポートオーソリティはこの一覧に記載するコンテナ施設の多くを運用しており、アメリカ陸軍工兵司令部と協業してこの港湾の水路を維持管理している。
ニュージャージー州
私企業によって運用されている石油タンク等の貨物施設は記載していない
- ポート・ジャージー (Port Jersey)
- Global Marine Terminal, ジャージーシティ— 私営
- Auto Marine Terminal, ベイヨンおよびジャージーシティ— ポートオーソリティ
- ポート・ニューアーク＝エリザベス・マリン・ターミナル (Port Newark-Elizabeth Marine Terminal), ニューアークとエリザベス— ポートオーソリティ

ニューヨーク州
- ブルックリン
  - Red Hook Container Terminal— ポートオーソリティ
  - サウス・ブルックリン・マリン・ターミナル (South Brooklyn Marine Terminal)— ニューヨーク市
- スタテン・アイランド
  - ハウランド・フック・マリン・ターミナル (Howland Hook Marine Terminal)— ポートオーソリティ

## 灯台
および を参照のこと。但し書きがなければ現在も運用中である。
| ニュージャージー州 - サンディフック灯台 - コノバー・ビーコン (Conover Beacon) (Chapel Hill Front Range) - ロマー・ショウル灯台 (Romer Shoal Light) - グレート・ベッズ灯台 (Great Beds Light) - ウエスト・バンク灯台 (West Bank Light) (Range Front) - オールド・オーチャード・ショウル灯台 (Old Orchard Shoal Light) - ロビンス・リーフ灯台 (Robbins Reef Light) | ニューヨーク州 - アンブローズ灯台 (Ambrose Light) - コニーアイランド灯台 (Coney Island Light) (Nortons Point) - Statue of Liberty （1902年廃止） - アンブローズ灯船 (Ambrose Lightship) （1933年Scotland Station, NJへ；1968年閉鎖） - プリンスズ・ベイ灯台 (Prince's Bay Light) （1922年閉鎖） - ニュー・ドロップ灯台 (en:New Dorp Light) （Swash Channel Range Rear, 1964年閉鎖） - スタテンアイランド・レンジ灯台 (Staten Island Range Light) - Fort Wadsworth Light （1965年閉鎖） - ジェフリーズ・フック灯台 (Jeffreys Hook Light) - Blackwell Island Lighthouse （1934年閉鎖） - スロッグス・ネック灯台 (Throgs Neck Light) - キングス・ポイント灯台 (Kings Point Light) - エクゼキューション灯台 (Execution Rocks Lighthouse) - ステッピング・ストーン灯台 (Stepping Stones Light) - ホワイトストーン・ポイント灯台 (Whitestone Point Light) |

## 臨海部区域

### 政府および他の組織
- ニューヨーク・ニュージャージー港湾公社
- 港湾委員会 (Waterfront Commission)
- アメリカ陸軍工兵司令部
- アメリカ沿岸警備隊
- アメリカ合衆国公園警察 (United States Park Police)
- アメリカ合衆国税関・国境警備局
- 入国・税関管理局 (Immigration and Customs Enforcement)
- アメリカ合衆国国立公園局
- ニュージャージー牧草地委員会 (New Jersey Meadowlands Commission)

### 州・郡・市
| - ニュージャージー - モンマス郡 - Waterwitch Highlands - Atlantic Highlands - Leonardo - Belford - Port Monmouth - Keansburg - Port Comfort - Union Beach - Keyport - ミドルセックス郡 - Laurence Harbor - Morgan - サウスアンボイ - パースアンボイ - Sewaren - Port Reading - Chrome - Carteret - ユニオン郡 - Tremley Point - Grasselli - リンデン - エリザベス - Elizabethport - エセックス郡 - ニューアーク - ハドソン郡 - ベイヨン - ジャージーシティ - リバティ州立公園 - ホーボーケン - ウィホーケン - ウェストニューヨーク - ノース・バーゲン - エッジウォーター | - ニューヨーク州 - ニューヨーク市 - マンハッタン, ニューヨーク郡 - ブルックリン, キングス郡 - フロイド・ベネット・フィールド (Floyd Bennett Field) - Manhattan Beach - Brighton Beach - コニーアイランド - Gravesend - Bensonhurst - Fort Hamilton - Bath Beach - Bay Ridge - Red Hook - South Brooklyn - Brooklyn Heights - クイーンズ, クイーンズ郡 - :ロウワー・ニューヨーク湾 - Far Rockaway - Rockaway Point - Breezy Point - :イースト川 - Flushing - Willets Point - ラガーディア空港 - ブロンクス, ブロンクス郡 - City Island - スタテン・アイランド, リッチモンド郡 - Port Richmond - Elm Park - Mariners Harbor - West New Brighton - Sailors Snug Harbor - New Brighton - Tottenville - Charleston - Port Socony - Travis - Chelsea - St. George - Tompkinsville |